# Sporomusa paucivorans
Sporomusa paucivorans è una specie di batterio appartenente alla famiglia delle Acidaminococcaceae.